# Sylwiusz
Sylwiusz – imię męskie. Wśród patronów – św. Sylwiusz, biskup Tuluzy. 
Imię pochodzenia łacińskiego od słowa silvio oznaczającego: leśny, dziki, żyjący w lesie.
W Polsce imię rzadkie. W styczniu 2025 r. w rejestrze PESEL, wśród publicznie dostępnych danych dotyczących osób żyjących, wykazano 311 mężczyzn o imieniu Sylwiusz nadanym jako imię pierwsze.
Żeński odpowiednik: Sylwia.
Sylwiusz imieniny obchodzi 31 maja i 8 sierpnia.

## Mężczyźni o imieniu Sylwiusz
- Eneasz Sylwiusz Piccolomini – papież jako Pius II
- Giovanni Silvio de Mathio – włoski pedagog
- Silvio Berlusconi – włoski polityk
- Silvio Giuseppe Mercati – włoski historyk
- Silvio Mondinelli – włoski himalaista
- Silvio Oddi – włoski duchowny katolicki, dyplomata watykański, kardynał
- Sílvio Paiva (ur. 1958) – piłkarz brazylijski
- Sylvius Leopold Weiss (1687–1750) – śląski kompozytor i lutnista.
- Sylwiusz – mityczny król miasta Alba Longa.